# Bell Gardens, Kalifornien
Bell Gardens är en stad (city) i Los Angeles County, i delstaten Kalifornien, USA. Enligt United States Census Bureau har staden en folkmängd på 42 376 invånare (2011) och en landarea på 6,4 km².